# Leposoma scincoides
Leposoma scincoides là một loài thằn lằn trong họ Gymnophthalmidae. Loài này được Spix mô tả khoa học đầu tiên năm 1825.